# Sant Jaume de la Mata
Sant Jaume de la Mata és una obra del municipi de Mura (Bages) inclosa en l'Inventari del Patrimoni Arquitectònic de Catalunya.

## Descripció
Es tracta d'una construcció d'una única nau amb petits cambrils, orientada cap al mas de la Mata. De planta rectangular i coberta a doble vessant, amb un carener refet al construir-se la sagristia. La porta és emmantellada, al seu damunt s'obre un petit ull de bou i remata la façana un campanar d'espadanya ambrat amb totxo. Aquesta part frontal és arrebossada. L'aparell és força irregular tot i que les fileres de la base estan molt ben col·locades.

## Història
Està ubicada dins la propietat del mas de la Mata, encarada cap al turó de Montcau. L'historiador Ferrando i Roig situa els seus orígens entre els segles xv i xvi. Apareix citada a mitjans del segle xviii, concretament el 1755, en un document en que el bisbe de Vic concedeix indulgències a qui la visite. Pocs anys després és el Papa Climent XIII qui concedeix una butlla d'indulgència plenària (1761). Destruïda durant les Guerres Carlines, fou refeta totalment a mitjans del segle xix.
Actualment s'hi manté el culte.